# كحول نيتروبنزيل-3
كحول نيتروبنزيل-3 (بالإنجليزية:3-Nitrobenzyl alcohol) وهو مركب عضوي بالصيغة C7H7NO3.

## تصوير
يمكن تحضير كحول النيتروبنزيل من كلوريد النيتروبنزويل في ديوكسان اللامائي عن طريق الاختزال باستخدام بوروهيدريد الصوديوم (NaBH4). ويمكن أيضًا الحصول عليها من نيتروبنزالديهايد عن طريق تقليل ميروين-بونندورف-فيرلي. في الوسط الأساسي ، لا تتناسب النيتروبنزالديهايد مع أحماض النيتروبنزويك وكحولات النيتروبنزيل.

## قياس الامتصاص بمطياف الكتلة
في مقياس الطيف الكتلي ، غالبًا ما يتم اختصار هذا المركب على أنه (3-NBA) أو (m-NBA). تم استخدامه كمصفوفة سائلة للقصف الذري السريع  وتأين امتصاص الليزر بمساعدة المصفوفة.  في التأين بالرش الكهربائي ، يتم تخدير (3-NBA) في مذيبات رش منخفضة التوتر السطحي لزيادة شحن المادة التحليلية.